# Gopherus flavomarginatus
La tortuga mexicana, tortuga de Mapimí, tortuga del Bolsón, tortuga grande, tortuga llanero o tortuga topo (Gopherus flavomarginatus) es una tortuga terrestre endémica de México. De las cuatro especies del género Gopherus de América del Norte es la más grande, con una longitud de unos 46 cm. Vive en una región del desierto de Chihuahua conocida como Bolsón de Mapimí, que se encuentra en la unión de los estados de Chihuahua, Durango y Coahuila. Fue descubierta en 1959. En 1979 se creó la Reserva de la Biosfera de Mapimí con 340 000 hectáreas para proteger esta tortuga y otras especies únicas de flora y fauna de Bolsón de Mapimí. A pesar de esta designación, la ganadería y la minería siguen presentes en la Reserva. Esta clasificada en Peligro de Extinción.

## Estado de conservación
La investigación más reciente, publicada en 1991 a partir de datos recogidos en 1983, estima que menos de 10 000 tortugas permanecen en la naturaleza. Las poblaciones han disminuido debido principalmente a la excesiva recogida de alimentos y el comercio de mascotas. La incursión de las carreteras, los ferrocarriles y el desarrollo agrícola ha acelerado el declive de la especie en los últimos 40 años. En la parte central de su área de distribución son muy conscientes del estatus de protección de la tortuga y la ayuda en su conservación. Sin embargo, en la parte noreste de su hábitat, cerca de la Sierra Mojada, las poblaciones de la tortuga son bajas. Se cree que las tortugas están siendo recogidas y consumidas en este ámbito. Además, extensas operaciones de desbroce se realizan para dar paso a la ganadería. En 2008, tras la construcción de plantas de etanol con subsidio federal, grandes campos de cultivo de maíz comenzaron a cultivarse en la Reserva de la Biosfera de Mapimí. Los campos han sido cultivados en el hábitat de la tortuga, a pesar de su estatus de protección.
En 2018 la UICN ha cambiado su estado de «Vulnerable» a «En Peligro Crítico» debido a la explotación para el consumo de subsistencia y la pérdida generalizada de hábitat por el aumento de la actividad agrícola, la población total ha disminuido de un estimado de 7000 a 10 000 adultos en 1998 a alrededor de 2500 adultos en 2017, una disminución del 64% al 75% en 30 años (menos de una generación).